# Orestiáda
Orestiáda (en grec moderne : Ορεστιάδα) est une ville située à l'extrémité nord-est de la Grèce, à proximité du fleuve Évros, à 30 km d'Edirne (Turquie). Elle constitue la deuxième ville du district régional d'Évros par sa population, avec 18 164 habitants selon le recensement de 2021.
La ville a été fondée en 1923, à l'issue de la « Grande Catastrophe » par des réfugiés grecs chassés de Turquie originaires de la ville voisine d'Andrinople, principalement de la bourgade de Karaağaç (« chêne ombreux » en turc) située dans sa banlieue. Karaağaç fut renommée Orestias en 1920 lorsque la région fut attribuée à la Grèce par le traité de Sèvres. Le nom d'Orestias ou Orestiade donné à Karaağaç rappelait la légende de la fondation d'une cité par Oreste près du confluent de l'Ardas, du Tonzos et de l'Évros. La région repassa cependant à la Turquie en 1923 et sa population grecque chassée de ses foyers fonda alors une nouvelle ville baptisée du nom de leur ville d'origine et parfois appelée Néa Orestiáda (Nouvelle Orestiáda), située à quelques dizaines de kilomètres.